# کاشینات
کاشینات (انگلیسی: Kashinath; ۸ مهٔ ۱۹۵۱ – ۱۸ ژانویهٔ ۲۰۱۸) بازیگر و کارگردان فیلم اهل هند بود.
او در فیلم تجربه بازی کرده است.